# Sigurd Waale
Sigurd Wåle (født 28. februar 1917 i København, død 31. december 1967 i Horsens) var en dansk forfatter. 
Sigurd Wåle var i fem år sømand, derefter bl.a. arbejdsmand, kontorist (Politiet og Grønlands Tekniske Organisation) og højskolelærer. Han var formand for Kampagnen mod dansk NATO-medlemskab fra 1965-1967.

## Forfatterskab
Wåle udgav omkring 20 bøger og et utal af artikler m.m.

## Udgivelser
- - bare slå ihjel (novelle, 1949)
- Martyrideologierne i den europæiske kristne krigskultur (1949)
- Hjemmet (roman, 1952)
- Aborten (noveller, 1952)
- På en øde ø (fabler, 1952)
- Jubilæums Dekameron 1353-1953 (antologi, 1953)
- Kærlighed, tre glas portvin og en bajer - Sandheden 4 (roman, 1953)
- Aborten (roman, 1954)
- På en øde ø (fabler, 1954)
- Min satans mor - Sandheden 1 (roman, 1955)
- Dødsskolen, homosex og prygl - Sandheden 2  (roman, 1955)
- Drengen der fik alle til at danse (børnebog, 1958)
- Sømandsliv, kærlighedsdrøm og ludderliv - Sandheden 3 (roman, 1959)
- Den søde kløe ... - Sandheden 6 (roman, 1962)
- Kæmp for alt (essays, 1962)
- Miraklet - Sexspil (roman, 1964)
- Det erotiske paradis – på en øde ø (roman, 1965)
- Kærlighed, tre glas portvin og en bajer (roman, 1965)
- Ny Decameron 1-2 (antologi, 1965 og 1966)
- Elsk mig rigtigt - Min satans mor (roman, 1966)
- Pigen på drengehjemmet (roman, 1966)
- De mange senge : en kvinde og tusind mænd (roman, 1967)
- Himmelbroen, den erotiske landevej (roman, 1967)

## Anerkendelser
- 1952:  Konkurrence: Informations novellekonkurrence, 2. præmie
- 1967: Statens Kunstfond. Engangsydelse